# Tiberiu E. Nășcuțiu
Tiberiu Eugen Nășcuțiu (n. 11 martie 1929, Năsăud – d. 12 iunie 2013, București) a fost un chimist român, doctor docent.

## Viața și personalitatea
S-a născut la Năsăud, într-o familie greco-catolică. Și-a descoperit pasiunea pentru chimie în paginile Ziarului Științelor si Călătoriilor.
Refugiat din Transilvania în urma Dictatului de la Viena, a urmat cursurile Liceului „Gheorghe Șincai” din București și ale Universității din București, Facultatea de Chimie. 
Anticomunist convins, refuza în repetate rânduri intrarea în partid. Printre lecturile sale preferate se numărau operele filosofilor greci antici (Socrate, Platon, Aristotel, Plotin, Epicur), ale lui Baruch Spinoza și Lucian Blaga. 
Spirit jovial, era amator de drumeții și un mare gurmand. În ultima parte a vieții era un utilizator entuziast al internetului.

## Activitatea științifică
A fost un specialist în domeniul chimiei analitice.  Discipol al profesorilor Gheorghe Spacu, căruia i-a fost asistent,  și Grigore Popa, s-a transferat , la sugestia profesorului Horia Hulubei, la Institutului de Fizică Atomică de la Măgurele, unde a condus primul laborator de chimie radioanaliticǎ din România.
A dezvoltat o metodǎ de dozare a uraniului și a aprofundat domeniile cromatografiei și al radiochimiei în articole publicate în Revue Roumaine de Chimie Arhivat în 5 august 2020, la Wayback Machine., Wissenschaftliche Zeitschrift der Friedrich-Schiller-Universität Jena, Revue Roumaine de Physique, Journal of Radioanalytical Chemistry, rapoarte tehnice și monografii. Și-a continuat activitatea la Institutul pentru Tehnologii Nucleare Arhivat în 29 septembrie 2013, la Wayback Machine. de la Pitești. 
Și-a încheiat cariera în învățământul preuniversitar din București.

## Lucrări publicate
- Cromatografia pe hârtie a substanțelor anorganice, Ed. Academiei, 1961
- Metode fizice de analiză în chimia analitică, cu D. Ciomărtan, Centrul de Documentare al Industriei Chimice și Petroliere, 1970
- Metode radiometrice de analiză, Ed. Academiei, 1971
- Metode radiochimice de analiză, Ed. Academiei, 1973
- Metode fizice de analiză a urmelor, cu G. Baiulescu, Ed. Tehnica, 1974

## Lucrări nepublicate
- Complemente de chimie organică, neterminată
- Printre atomi si oameni, proiect